# Epigynopteryx dorcas
Epigynopteryx dorcas là một loài bướm đêm trong họ Geometridae.